# Sir Henry Cotton Rookie of the Year Award
Der von der European Tour jährlich vergebene Sir Henry Cotton Rookie of the Year Award für den besten Neuling der größten europäischen Golfturnierserie ist nach dem dreifachen Open Champion, dem Engländer Sir Henry Cotton, benannt. 
Der Gewinner wird von einem Ausschuss, bestehend aus Mitgliedern der PGA European Tour, des The Royal and Ancient Golf Club of St Andrews und der Association of Golf Writers, bestimmt. Üblicherweise wird die Trophäe dem bestplatzierten Neuling der Geldrangliste (seit 2009 Race to Dubai, davor European Tour Order of Merit) zugestanden, was aber nicht zwingend vorgeschrieben ist.

## Liste der Gewinner seit 1976
| Jahr | Gewinner                  | Land               |
| ---- | ------------------------- | ------------------ |
| 2024 | Jesper Svensson           | Schweden           |
| 2023 | Ryo Hisatsune             | Japan              |
| 2022 | Thriston Lawrence         | Südafrika          |
| 2021 | Matti Schmid              | Deutschland        |
| 2020 | Sami Välimäki             | Finnland           |
| 2019 | Robert MacIntyre          | Schottland         |
| 2018 | Shubhankar Sharma         | Indien             |
| 2017 | Jon Rahm                  | Spanien            |
| 2016 | Wang Jeung-hun            | Südkorea           |
| 2015 | An Byeong-hun             | Südkorea           |
| 2014 | Brooks Koepka             | Vereinigte Staaten |
| 2013 | Peter Uihlein             | Vereinigte Staaten |
| 2012 | Ricardo Santos            | Portugal           |
| 2011 | Tom Lewis                 | England            |
| 2010 | Matteo Manassero          | Italien            |
| 2009 | Chris Wood                | England            |
| 2008 | Pablo Larrazábal          | Spanien            |
| 2007 | Martin Kaymer             | Deutschland        |
| 2006 | Marc Warren               | Schottland         |
| 2005 | Gonzalo Fernández Castaño | Spanien            |
| 2004 | Scott Drummond            | Schottland         |
| 2003 | Peter Lawrie              | Irland             |
| 2002 | Nick Dougherty            | England            |
| 2001 | Paul Casey                | England            |
| 2000 | Ian Poulter               | England            |
| 1999 | Sergio García             | Spanien            |
| 1998 | Olivier Edmond            | Frankreich         |
| 1997 | Scott Henderson           | Schottland         |
| 1996 | Thomas Bjørn              | Dänemark           |
| 1995 | Jarmo Sandelin            | Schweden           |
| 1994 | Jonathan Lomas            | England            |
| 1993 | Gary Orr                  | Schottland         |
| 1992 | Jim Payne                 | England            |
| 1991 | Per-Ulrik Johansson       | Schweden           |
| 1990 | Russell Claydon           | England            |
| 1989 | Paul Broadhurst           | England            |
| 1988 | Colin Montgomerie         | Schottland         |
| 1987 | Peter Baker               | England            |
| 1986 | José María Olazábal       | Spanien            |
| 1985 | Paul Thomas               | Wales              |
| 1984 | Philip Parkin             | Wales              |
| 1983 | Grant Turner              | England            |
| 1982 | Gordon Brand Junior       | Schottland         |
| 1981 | Jeremy Bennett            | England            |
| 1980 | Paul Hoad                 | England            |
| 1979 | Mike Miller               | Schottland         |
| 1978 | Sandy Lyle                | Schottland         |
| 1977 | Nick Faldo                | England            |
| 1976 | Mark James                | England            |